# FC Schweighouse
FC Schweighouse is een Franse voetbalclub uit Schweighouse-sur-Moder, in het departement Bas-Rhin.

## Geschiedenis
De club werd in 1920 opgericht. Na het uitbreken van de Tweede Wereldoorlog werd de Elzas geannexeerd door nazi-Duitsland. Alle clubs uit de Elzas moesten hun clubnaam verduitsen en de naam werd gewijzid in TuS Schweighausen. Tot voor de Eerste Wereldoorlog was Schweighausen de naam van de stad, die werd daarna verfranst tot Schweighouse. In Duitsland was het voetbal nog steeds egionaal verdeeld en de club ging spelen in de Bezirksliga en promoveerde na één seizoen naar de hoogste klasse, de Gauliga Elsaß. De club werd negende op twaalf clubs en degradeerde. TuS kon meteen terug promoveren en werd opnieuw negende. Het laatste seizoen werd vanwege het nakende einde van de oorlog niet voltooid. Na de oorlog ging de Elzas terug naar Frankrijk en werd terug de Franse naam aangenomen.
De club speelde even in de DH Alsace en verdween dan naar de lagere reeksen tot 1968 toen de club terug opdook in de DH Alsace, inmiddels de vijfde klasse De club speelde daar in de subtop tot een degradatie volgde in 1974. Hierna slaagde de club er niet meer in terug te keren naar de DH Alsace.